# 以色列航空
以色列航空（希伯來語：‎，羅馬化：El Al），中文簡稱以航，是以色列的國家航空公司，總部設在特拉維夫的本-古里安機場，並飛往歐洲、中東、美洲、非洲和東南亞的航班。
以色列航空的希伯來語名稱中意為「朝向天空」。

## 歷史

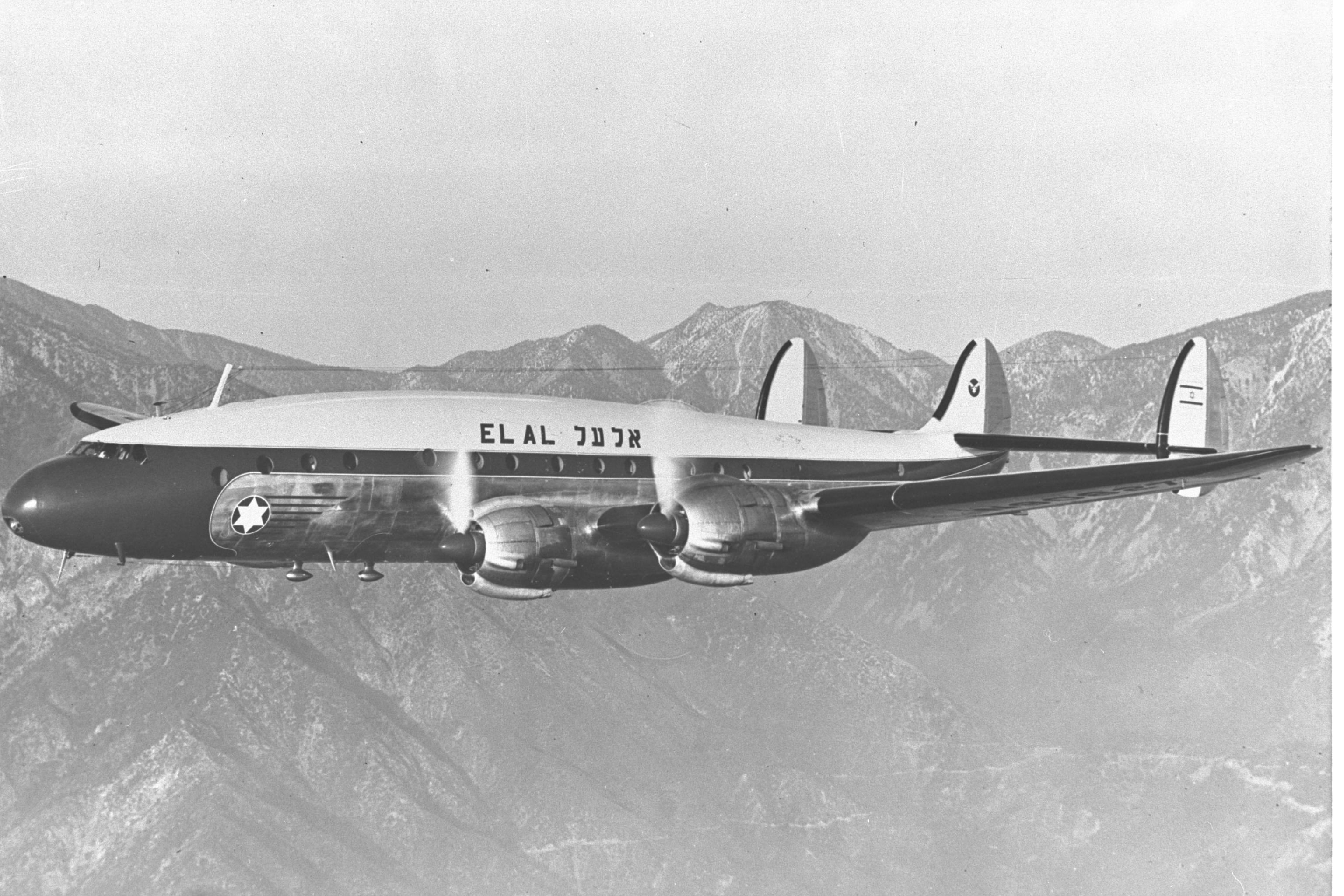
以航一架洛克希德星座型客機（1951年）

### 早期
1948年9月，以色列第一位總統哈伊姆·魏茨曼參與一個在瑞士日內瓦舉行的會議。哈伊姆·魏茨曼返回以色列時被安排乘坐一班官方航班，但由於以色列當時正被強制禁運，航班被逼取消。
一架C-54軍方運輸機被改裝成民航機接載哈伊姆·魏茨曼返回以色列。該飛機漆上「以色列國家航空公司」的圖案及安裝了額外油箱務求該航班可以由日內瓦直飛以色列。該航班於9月28日由Tel Nof Airbase起飛，並於9月30日飛抵以色列。飛機完成任務後，重新上漆，回歸軍用。
以色列航空公司於1948年11月15日正式成立，但由於飛機未能如期付運，以色列航空公司一直使用租借飛機直至1949年2月兩架購自美國航空的道格拉斯DC-4正式投入服務。該次購買由以色列政府、The Jewish Agency for Israel及其他猶太機構合資的，第一架飛機於1949年4月3日抵達本·古里安國際機場，而南非裔律師Aryeh Pincus被選舉為公司主席。
以色列航空的第一次國際飛行，是在1949年7月31日，由特拉維夫飛至法國巴黎（途中於羅馬加油）。1949年尾，以色列航空已經發展倫敦及約翰尼斯堡的航點。1950年中期，倫敦航點實行定期航班。1950年後期，以色列航空收購環球航空，並設立一間內陸航空公司－阿基亞以色列航空，而以色列航空擁有五成股權。

### 喷气时代

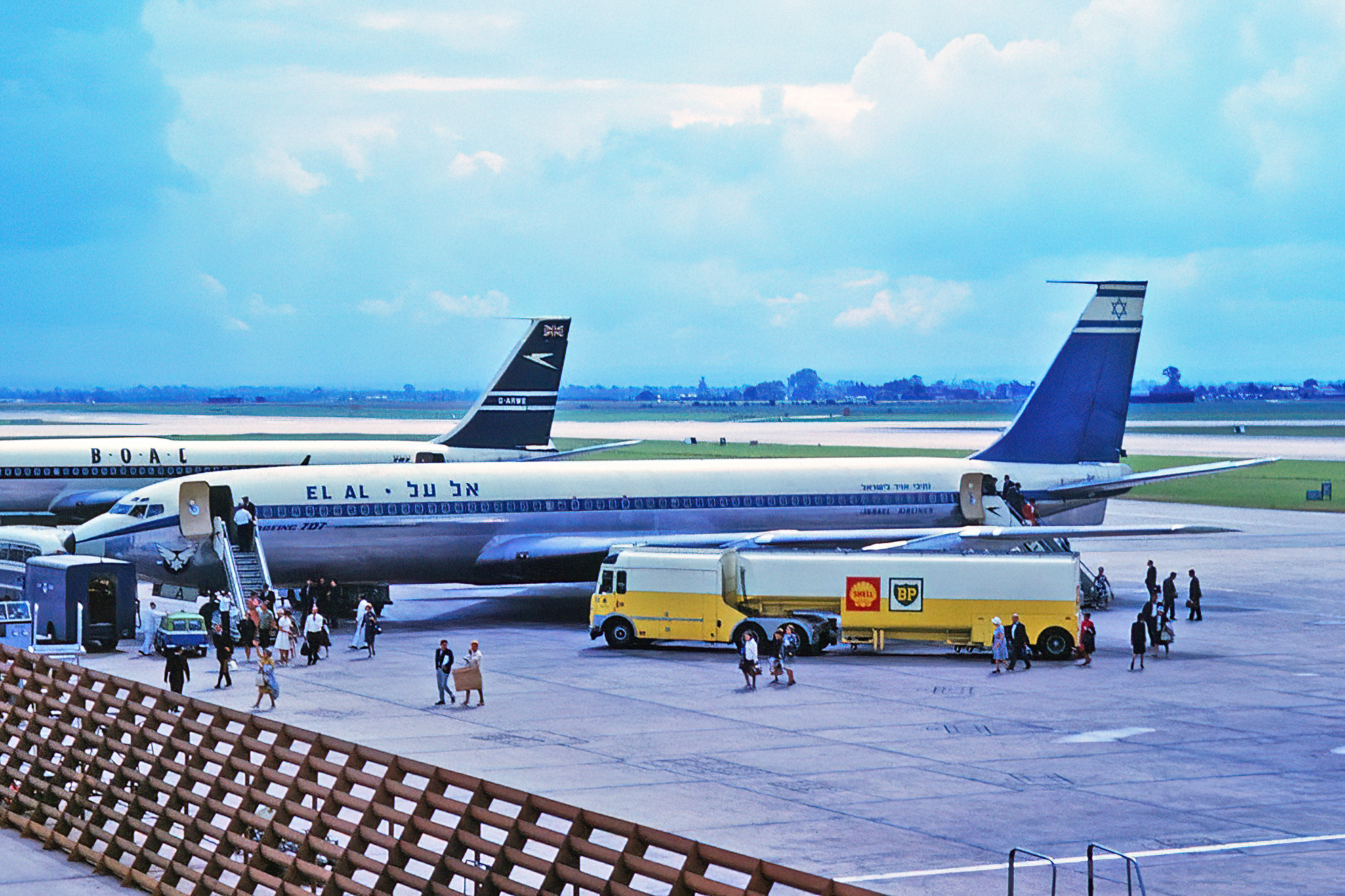
以航第一架波音707（1963年）

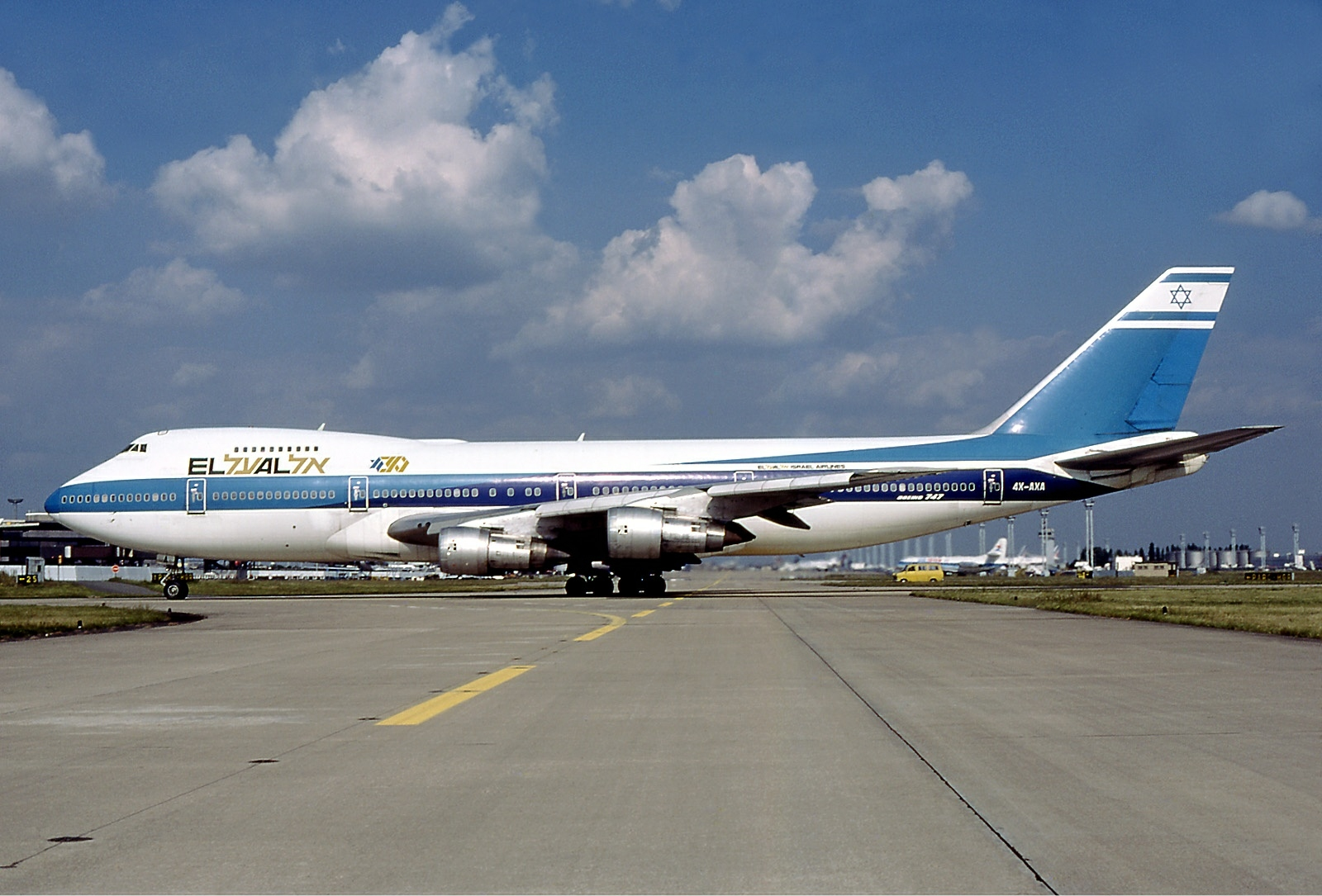
舊塗裝的以航波音747-200

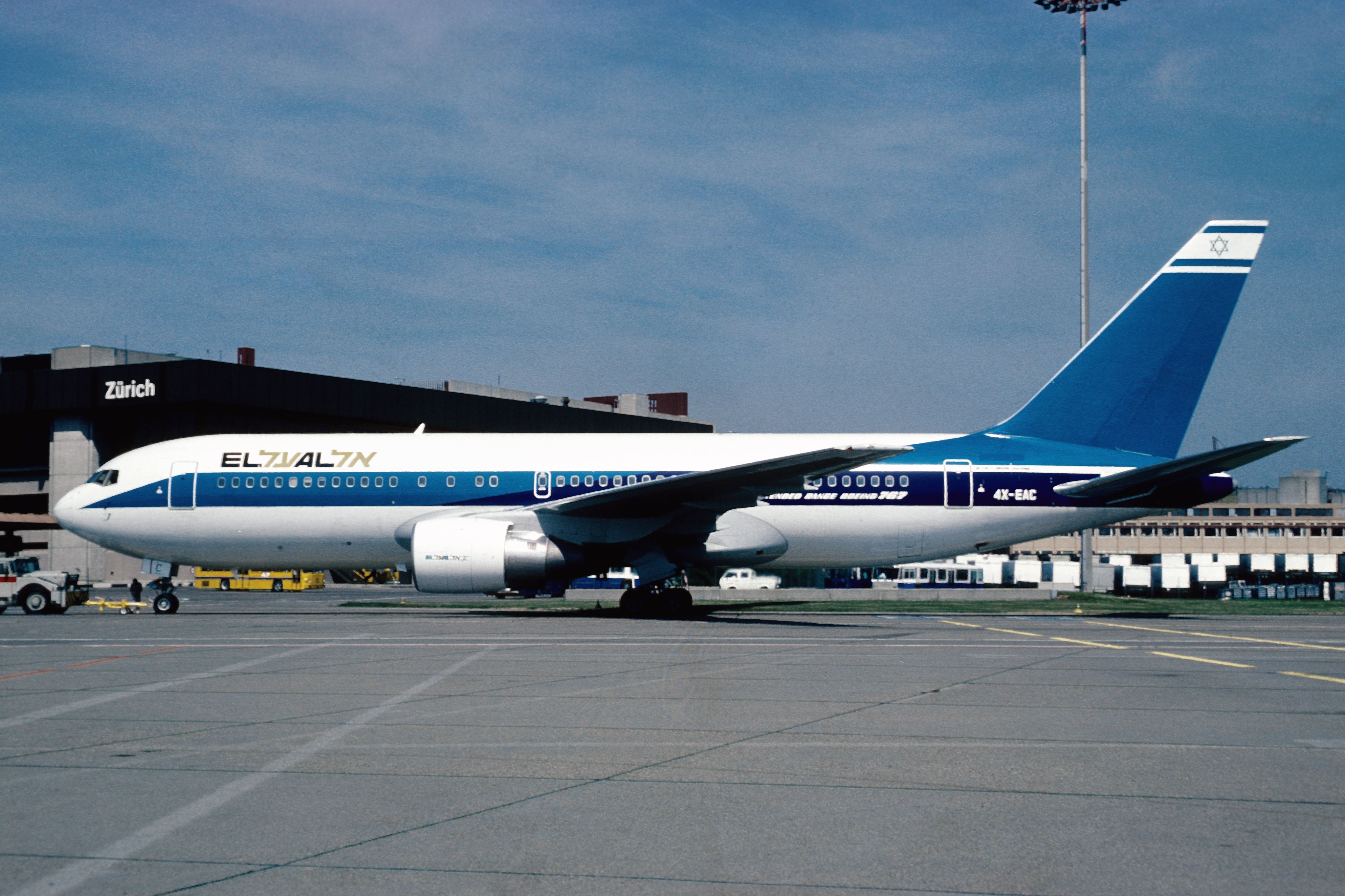
以色列航空于1984年开始运营波音767-200ER

1961年，以色列航空从巴西里约格朗德航空租赁一架波音707-441执飞特拉维夫-纽约航线，开始运营喷气式飞机，同年5月接收其首架自购707。
1971年5月26日，以航接收其第一架波音747，同年6月8日用其飞行特拉维夫-伦敦-纽约航线，第二架同年11月交付后，以航的跨大西洋航线运营取得巨大成功，以色列政府也因此批准以航购入第三架747。由于第三架747的最大起飞重量有所提升（发动机为JT9D-7AW），以航得以在1973年4月开通特拉维夫不停站直航纽约的航班，但仍然需要减载，直至1975年引进配有JT9D-7F发动机的747才得以满业载飞行该航线。
1982年，由于第五次中东战争及劳资纠纷等原因，以航进入破产管理状态甚至一度停飞，直至1983年1月12日才恢复客运，而此前以色列政府已签订4架波音767的订单，首两架于1983年交付，另外两架为使用JT9D-7R4E发动机的767-200ER，1984年3月投入运营，以航也因此成为767-200ER的启动用户。1987年12月又引进波音757。1995年，以航结束破产管理状态。
1992年，以色列航空开始拓展其远东航点，先是于该年4月开通飞往名古屋的包机航线，同年9月4日开航北京，次年开航孟买及曼谷。1994年4月27日，以航开始运营波音747-400，同年10月5日开航香港。1999年，以航更改机队涂装，2001年开始运营波音777-200ER。
2015年，以色列航空曾要求其女性乘务员在乘客全部就座之前不得换下高跟鞋，该规定因健康及安全方面的顾虑引发了以色列航空工会以及部分女性权益维护团体的反弹，以航最终于同年9月废除该规定。2017年7月5日，以色列航空旗下的Sun d'Or公司斥資2400万美元收购IDB Tourism持股的竞争对手Israir以斯雷航空100%的股份，IDB Tourism也将获得Sun d'Or 25%的股份。2017年8月，以色列航空引进波音787。
2019年11月3日，以航在使用波音747-400执飞罗马至特拉维夫的LY1747次告别航班后，正式结束其长达48年的波音747运营。
2020年8月31日，隨著以色列與阿拉伯聯合大公國建交，以航開航飛往杜拜國際機場的航班，沙烏地阿拉伯首次核准以航飛機飛越領空。

## 航點
由1948年9月第一條由日內瓦至特拉維夫的航線開始，以色列航空已經發展至48個航點，遍佈各大洲並經營來往非洲、亞洲、北美洲、歐洲和中東的定期客貨運航班，以特拉維夫的本-古里安国际机场為基地。由於以色列航空屬於以色列的國家航空公司，以色列航空在人道救援工作、接載猶太人從其他危險地區（如：埃塞俄比亞、也門）返回以色列等工作上扮演重要角色。
由於以色列與沙烏地阿拉伯等多個中東伊斯蘭國家長期敵對，這些國家通常不讓以色列航空的班機飛越其領空，因此該公司往來亞洲的航班需繞道飛行，以致於增加航程且不利於航點的開展。2020年8月31日起，以色列航空及以色列註冊的航空器獲准飛越沙烏地阿拉伯領空。

### 代碼共享
以色列航空尚未加入任一航空公司聯盟，與以下航空公司有簽定代碼共享協議：
- 阿根廷航空
- 墨西哥國際航空
- 中國國際航空
- 塞爾維亞航空
- 阿拉斯加航空
- 埃塞俄比亞航空
- 美國航空
- 香港航空
- 西班牙國家航空
- 捷藍航空
- 肯雅航空
- 巴西南美航空
- 波蘭航空
- 澳洲航空
- 西伯利亚航空[17]
- 瑞士國際航空
- 泰國國際航空
- 越南國家航空 TLV-HKG [18]

## 保安
以色列航空是世界公認保安最安全的航空公司，因為它透過安全檢查阻止大量企圖劫機或恐怖襲擊的人登機，而以色列航空歷史上只在1968年被騎劫過一次。
以色列航空的保安程序要求所有乘客在登機前單獨接受查問，讓以色列航空的職員找出可能出現的保安威脅；此外，以色列航空的隨機安檢人員會在開放旅客報到時查驗旅客護照（尤其是去過伊斯蘭國家者，如印尼）。所有乘客均被分為三個威脅程度：以色列人和海外猶太人通常被列為最低威脅程度，非猶太人的外國人則被列為中等威脅程度，而凡取阿拉伯名字者（尤其是男性）以及單身女性就被列為最高威脅程度。
所有以色列航空的飛行員都曾經是以色列空軍的飛行員，而且都受過搏擊訓練。另也因以色列實施徵兵制，所有以色列航空的員工均曾在陸軍服役。每班國際航班都有最少6名攜有槍械的摩萨德特工偽裝成乘客（實際數量因屬以色列保安資料，政府和航空公司沒有公開），其機隊也配備了反導彈裝備，此外以色列航空在海外機場停留時，會有手持長槍的機場特警在停機坪駐守及巡邏。

## 機隊

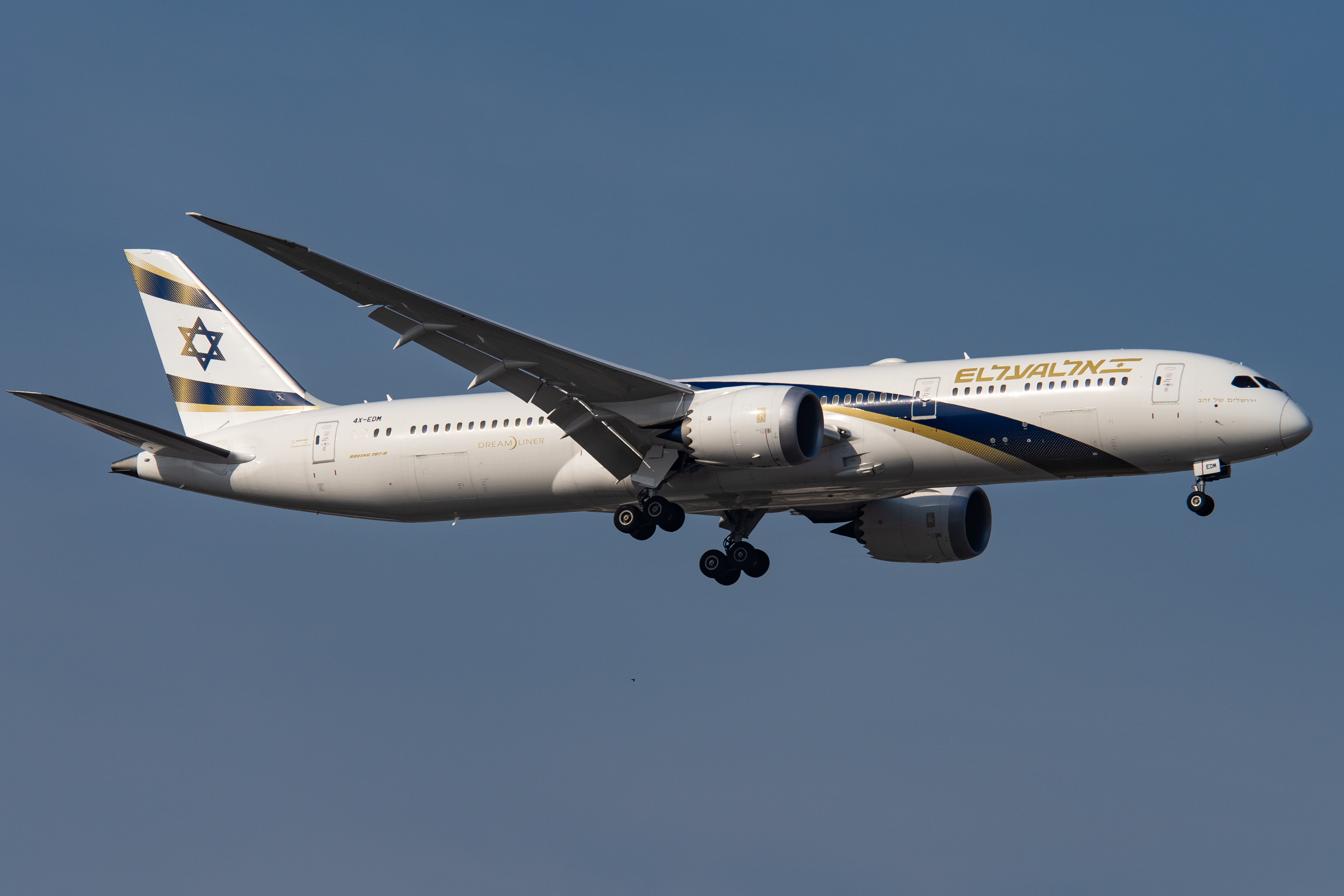
披有“金色耶路撒冷”涂装的以航波音787-9

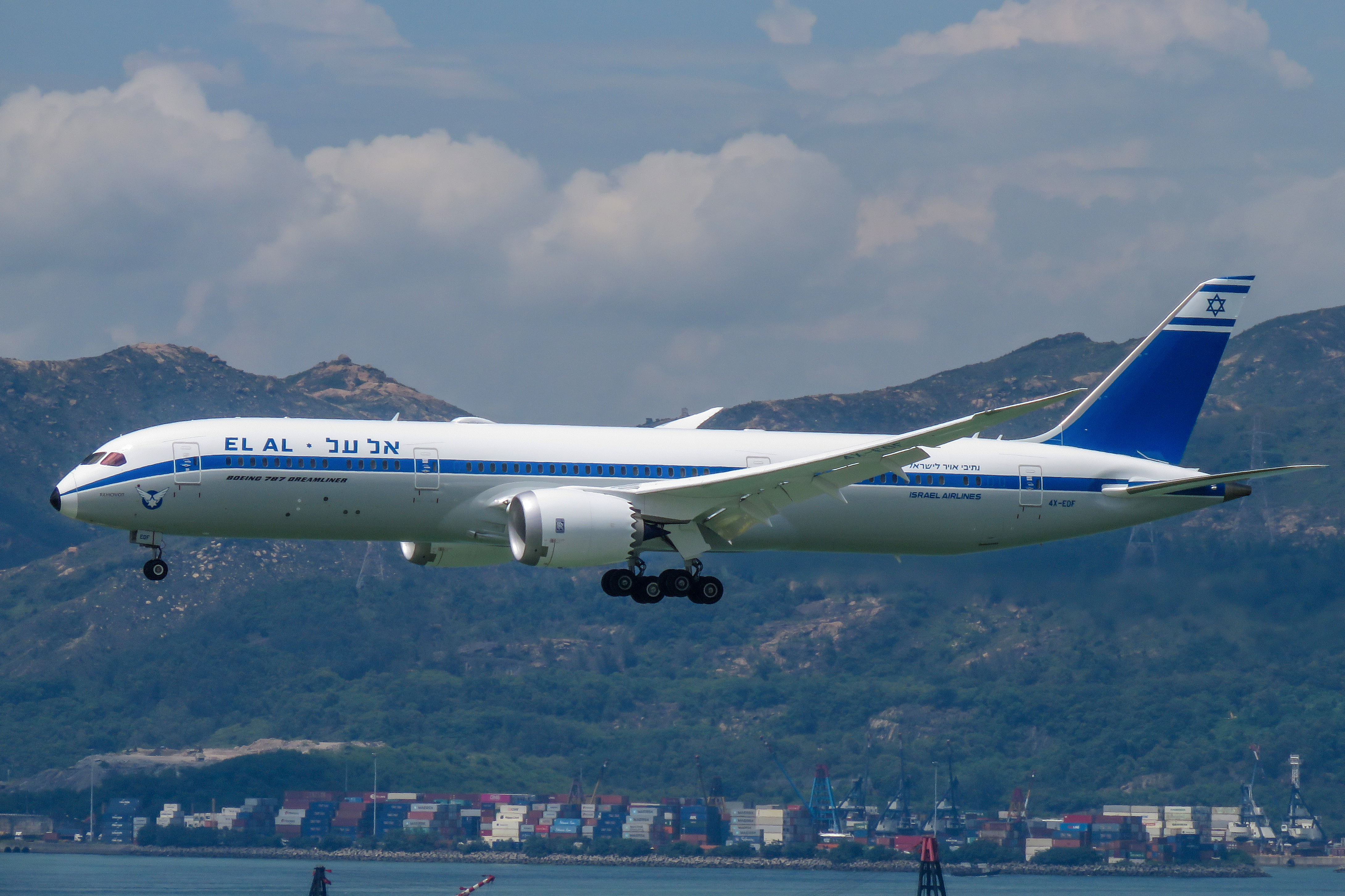
以航波音787型客機（復古塗裝）

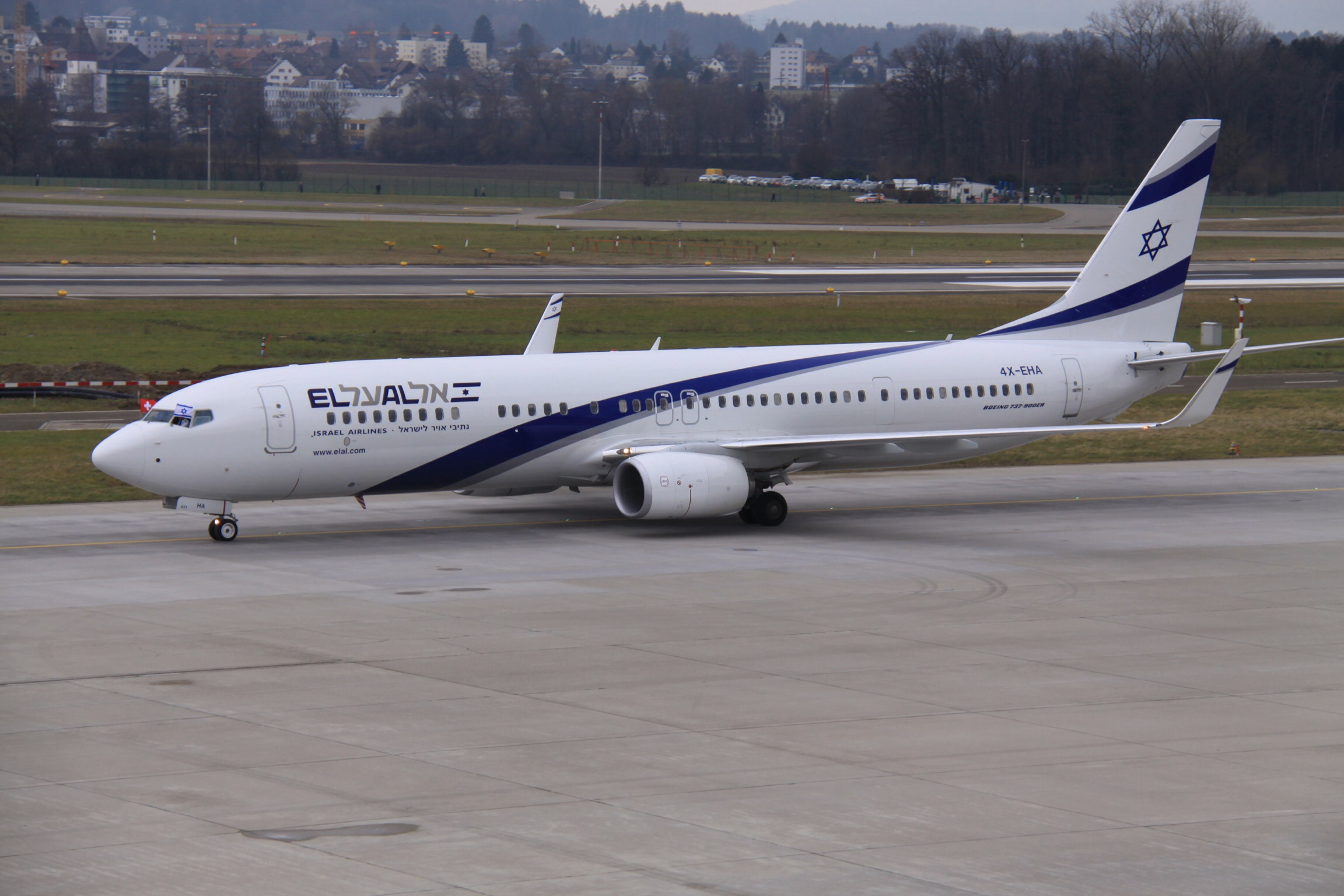
以航波音737-900ER

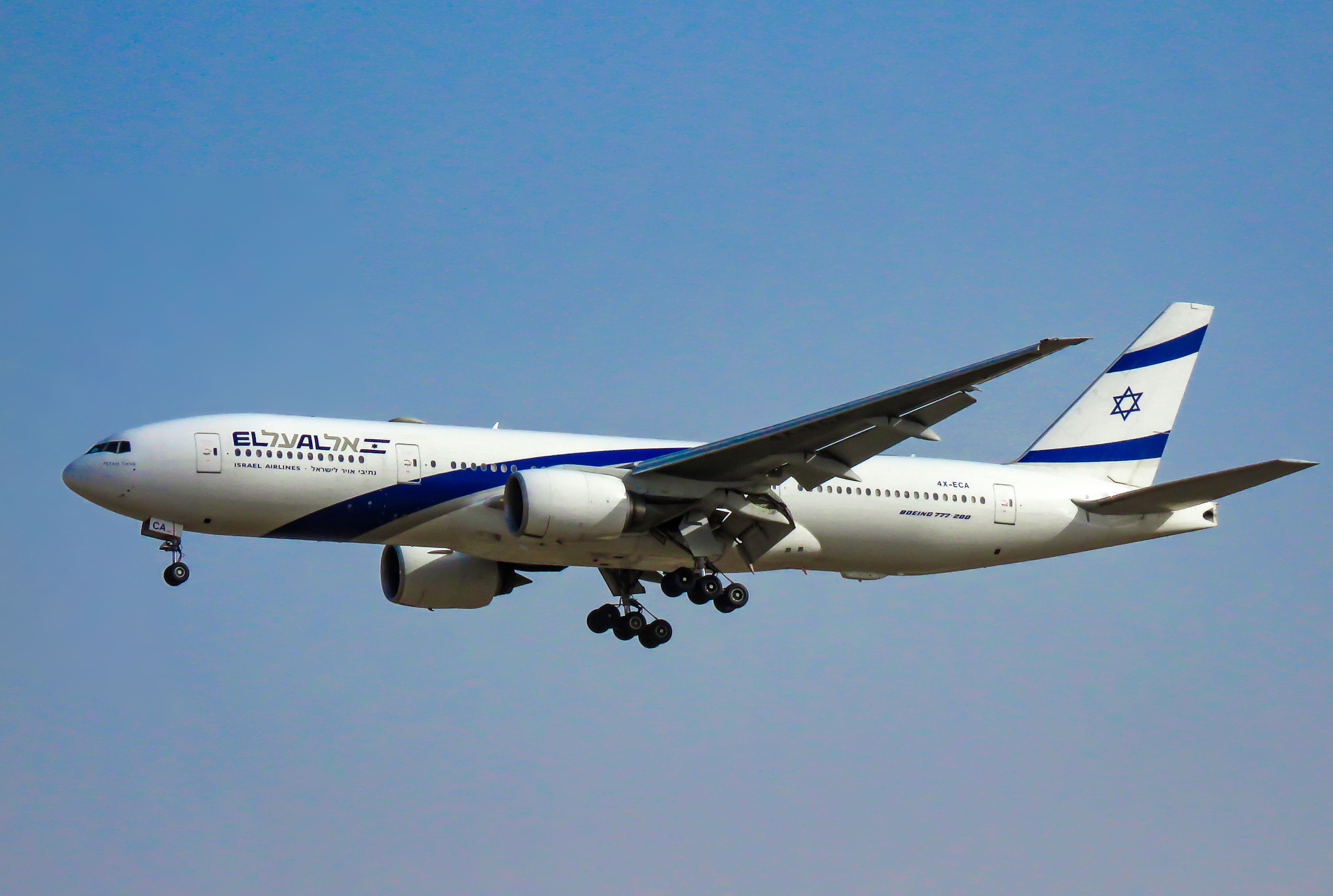
以航波音777-200ER

以色列航空的現時機隊全都是波音產品，其寬體客機皆為搭載勞斯萊斯特倫特「Rolls-Royce Trent」系列發動機，
截至2023年10月，以色列航空的機隊如下：

### 已退役機隊
以色列航空曾營運以下機隊:
- 波音707
- 波音720
- 波音737-200
- 波音737-700[23]
- 波音747-100
- 波音747-200
- 波音747-300
- 波音747-400[24]
- 波音747-400F[25]
- 波音757-200[26]
- 波音767-200ER
- 波音767-300ER[27]

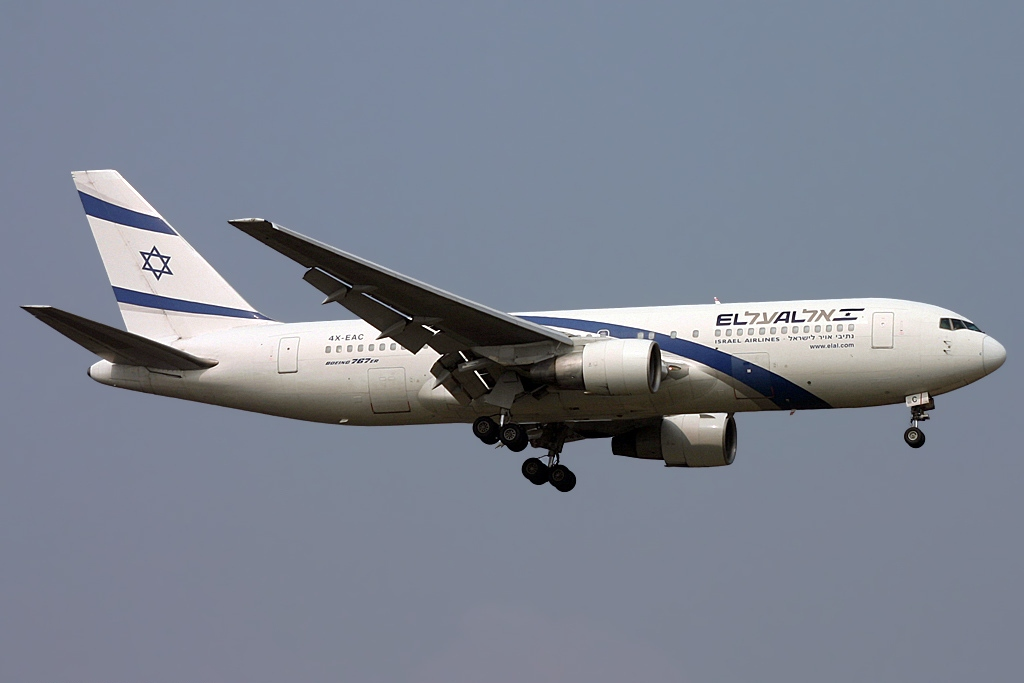
以色列航空波音767-200ER，同時亦為此型號的啟始客戶

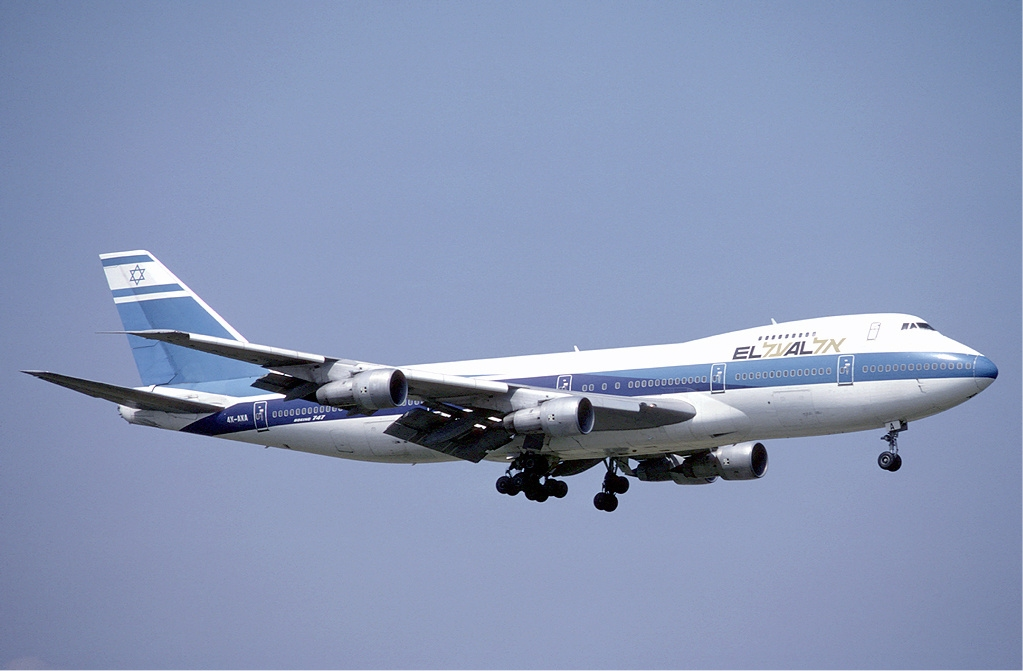
以色列航空波音747-200B.

- Bristol Britannia（英语：Bristol Britannia）
- C-46運輸機
- 道格拉斯DC-4
- 洛歇星座

## 意外事故
1955年7月27日，一架以色列航空的洛克希德超级星座式飛機（執行402號班機）在保加利亞上空被擊落，機上所有乘客和機員罹難。
1968年，以色列航空426號班機被三名巴勒斯坦解放組織份子騎劫飛往羅馬，然後轉到阿爾及爾。談判歷時超過40天，最後所有人質穫釋。這是以色列航空唯一一次劫機事件。
1986年4月18日，發生辛達維事件（Hindawi Affair），一名懷有身孕的愛爾蘭女人安妮·摩菲（Anne Murphy）在倫敦希斯罗機場登上以航班機時被發現其行李內藏有3磅塑膠炸藥。炸藥是由乘坐另一班航機的未婚夫内沙尔·辛達維（Nezar Hindawi）放置，辛達維被判監45年。亦有證據顯示敘利亞政府牽涉事件。英國中斷與敘利亞的外交關係。
1992年10月4日，一架執行以色列航空1862號班機的波音747-200F貨機在荷蘭阿姆斯特丹附近的庇基莫米爾（Bijlmermeer）墜毀並撞入一幢住宅大廈，3名機員、1名乘客和地面39人死亡。機上懷疑載有用作製造神經毒氣的甲基膦酸二甲酯（Dimethyl methylphosphonate）。
2002年7月4日，1名埃及籍槍手在洛杉磯國際機場的以色列航空票務櫃檯前枪杀兩名以色列人。雖然槍手與恐怖組織並無關連，只是不滿美國支持以色列而起殺機，但聯邦調查局仍然將這宗案件列為恐怖活動。
2003年10月23日，一架以色列航空波音767客機由特拉維夫途經多倫多前往洛杉磯的航班在中途轉飛到蒙特利爾然後再轉飛至汉密爾頓（Hamilton），加拿大皇家騎警在汉密爾頓機場戒備。轉飛決定是因為一個「嚴重保安威脅」，該航班在降落多倫多機場途中懷疑被地對空飛彈攻擊。

## 外部連結
- 以色列航空（页面存档备份，存于）（希伯来文）（英文）（俄文）
- El Al Fleet Detail（页面存档备份，存于）
- El Al Passenger Opinions（页面存档备份，存于）